# کایتو آبه
کایتو آبه (انگلیسی: Kaito Abe؛ زادهٔ ۱۸ سپتامبر ۱۹۹۹) بازیکن فوتبال اهل ژاپن است.